# Syncarpella ribis
Syncarpella ribis är en svampart som beskrevs av A.W. Ramaley & M.E. Barr 1997. Syncarpella ribis ingår i släktet Syncarpella och familjen Cucurbitariaceae.   Inga underarter finns listade i Catalogue of Life.